# Rio Amapá Grande
O rio Amapá Grande é um curso de água brasileiro que banha o estado do Amapá. O Rio Amapá Grande está inserido em uma região costeira de grande instabilidade ambiental e ecológica, influenciada por três principais fatores: atmosférico (Zona de Convergência Intertropical), oceânico (Corrente Norte Equatorial) e amazônico (transporte de sedimentos do Rio Amazonas)